# Silicon bilateral switch

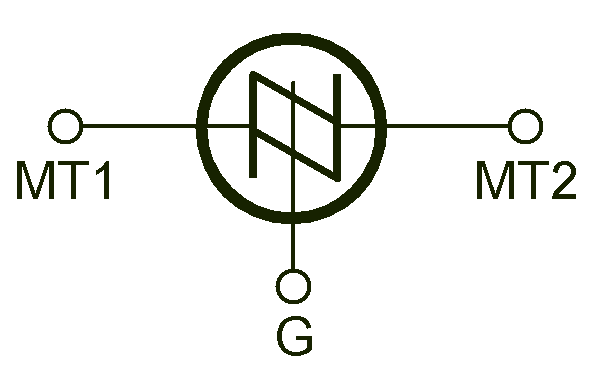
Het symbool van de SBS (Motorola)

Een silicon bilateral switch (SBS) is een synchroniseerbare diac die gebruikt kan worden voor laagspanningsdimmers. Zodra de spanning over de hoofdstroomaansluitingen MT1 en MT2 oploopt tot boven de triggerspanning (typisch 8,0 V, aanmerkelijk lager dan de diac) slaat de SBS door en blijft deze geleiden zolang de stroom erdoor boven de houdstroom ligt. De houdspanning ligt rond de 1,4 V bij 200 mA. Wordt de stroom kleiner dan de houdstroom, dan spert de SBS weer. Deze werking geldt voor beide richtingen, de component is dus geschikt voor wisselspanningstoepassingen. Een puls op de gate G kan de SBS in geleiding brengen ook zonder dat de triggerspanning is bereikt. De werking kan worden vergeleken met die van twee antiparallelle thyristors met een gezamenlijke gate en tussen de knooppunten van anode en kathode en deze gate twee zenerdioden van ongeveer 15 V (die bij 7,5 V al gaan geleiden).
Voorbeelden:
- MBS4991 (TO92, 80 nA lekstroom, houdstroom 700 µA)
- MBS4992 (TO92, 2 ... 6 µA lekstroom, houdstroom 200 µA)